# Надежда Петрович
Наде́жда Петрович (серб. Надежда Петровић; *11 жовтня 1873, Чачак — †3 квітня 1915, Валево) — сербська художниця кінця XIX-го початку XX-го століття. Вона вважається найвідомішою сербською імпресіоністкою та фовісткою, була найвпливовішою сербською художницею свого часу. Старша сестра письменника Растка Петровича